# Varennes-Jarcy
Varennes-Jarcy is een gemeente in het Franse departement Essonne (regio Île-de-France) en telt 1907 inwoners (1999). De plaats maakt deel uit van het arrondissement Évry.

## Geografie
De oppervlakte van Varennes-Jarcy bedraagt 5,5 km², de bevolkingsdichtheid is 346,7 inwoners per km².
De onderstaande kaart toont de ligging van Varennes-Jarcy met de belangrijkste infrastructuur en aangrenzende gemeenten.

## Demografie
Onderstaande figuur toont het verloop van het inwonertal (bron: INSEE-tellingen).